# البا، پنسیلوانیا
البا، پنسیلوانیا (به انگلیسی: Alba, Pennsylvania) یک منطقهٔ مسکونی در ایالات متحده آمریکا است که در پنسیلوانیا واقع شده‌است.

## خصوصیات
البا ۱٫۷ کیلومترمربع مساحت و ۱۵۷ نفر جمعیت دارد و ۴۷۹٫۱۵ متر بالاتر از سطح دریا واقع شده‌است.